# 对叶楼梯草
对叶楼梯草（学名：Elatostema sinense）为荨麻科楼梯草属的植物，是中国的特有植物。分布在中国大陆的四川、云南、广西、湖北、湖南、贵州、福建、江西等地，生长于海拔500米至2,000米的地区，多生长于山谷沟边阴处以及密林中，目前尚未由人工引种栽培。

## 异名
- Elatostema sinense H. Schroter var. longecornatum (Schroter) W. T. Wang